# Front (film)
Front (Фронт) è un film del 1943 diretto da Georgij Vasil'ev e Sergej Dmitrievič Vasil'ev.